# L'Époque des conceptions du monde
Pour des articles plus généraux, voir Martin Heidegger et La philosophie de Martin Heidegger.
Le texte intitulé L'Époque des conceptions du monde, de l'allemand Die Zeit des Weltbildes, inséré dans le recueil Holzwege (« Chemins de bois »), traduit en français par Chemins qui ne mènent nulle part, correspond à la retranscription d'une conférence prononcée par Martin Heidegger, à Fribourg le 9 juin 1938, qui avait pour sujet général « les fondements de la conception moderne du monde » indique le traducteur Wolfgang Brokmeier. Heidegger a à cœur de distinguer la philosophie de toute vision du monde (Weltanschauung).

## Objet
Selon l'auteur, la métaphysique cherche à dégager le principe qui régit « de fond en comble » tous les phénomènes caractéristiques d'une ère historique, en ce sens souligne Guillaume Faniez métaphysique et Weltanschauung coïncident largement. Ce principe directeur, de nature métaphysique Heidegger pose a priori qu’il en existe un pour chaque ère historique, rendant compte de la totalité des manifestations de la vie sociale. Dans ce texte ci, la science constitue l'un des traits essentiels de l'époque, science accompagnée de quatre autres caractéristiques : la technique mécanisée, l'entrée de l'art dans l'horizon de l'esthétique, l'interprétation culturelle de tous les apports de l’histoire humaine, et ce qu’il nomme « le dépouillement des dieux. Alain Boutot rappelle que plus tard (voir Martin Heidegger et la question de la technique), « le phénomène fondamental des temps Modernes ne sera plus, pour Heidegger, la science mais la technique dont la science elle-même n'est plus alors qu'une de ses multiples facettes ». « La science moderne à travers le projet mathématique de la nature, met la nature matérielle en demeure de se montrer comme un complexe calculable de forces, et est de ce point de vue, régie par l'essence de la technique », écrit Alain Boutot. Heidegger s'interroge « quelle acception de l'étant et quelle explication de la vérité se trouvent à l'origine de ces phénomènes ? ». La première clarification va consister à s'interroger sur l'essence de la Science.

## Thèses

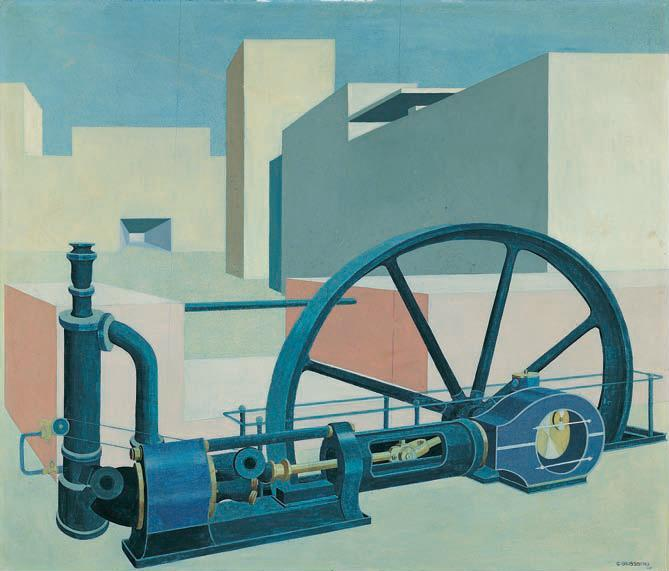
Carl Grossberg Komposition mit Turbine 1929

Entre la science moderne et la science grecque il existerait une différence ontologique : « la science grecque n’a jamais été une science exacte. Cette différence renvoie à une différence plus profonde de nature ontologique : les sciences, grecque et moderne, n’interprètent pas l’« étant » de la même façon. C'est pourquoi il faut cesser de « distinguer la science moderne de l'ancienne selon une différence de degré d'après le point de vue du progrès »,. Les Grecs ne visent pas l’étant comme être exact alors que les Modernes le visent comme exact. Il semble que par exactitude, du moins dans cette conférence, il faille entendre la précision du calculable.
Pour Heidegger l'essence de ce qu'on nomme aujourd'hui « Science », c'est la recherche, à la suite de quoi le philosophe s'interroge « quelle acception de l'étant et quel concept de la vérité font que la science puisse devenir recherche ». Il faut que l'étant soit disponible et cette disponibilité de l'étant pour la recherche implique son objectivation qui s'accomplit dans la « représentation »,. « Ce qui distingue ainsi l’époque moderne de l’époque antique et médiévale, c’est « que l’-étant- devienne -étant- dans et par la représentation, ce qui n’est le cas ni au Moyen-Âge, où l’étant, en tant qu’ens creatum, est compris par référence à la cause créatrice, ni dans le monde grec, où l’étant […] est bien plutôt ce qui regarde l’homme. »
Parallèlement, avec Descartes, l'homme devenu sujet, apparaît comme « le centre de référence de l'étant en tant que tel », ce qui implique, selon Heidegger que l'« acception » de l'étant « change de fond en comble », par rapport à la période précédente. Heidegger fait le constat que la « conception moderne » du monde diffère tant sur l'étant en général que par rapport à l'homme, à la fois, de la « conception médiévale » et de la « conception antique », ce qui l'autorise à avancer l'hypothèse que chaque époque de l'histoire possède sa propre « conception du monde », son « image » à quoi correspond l'expression Weltbild.
« Monde » est ici pris au sens de l'« étant en-totalité » et non pas seulement, la nature, ni même le Cosmos, il y a tout cela mais aussi les choses de l'esprit. En ce sens élargi, l'histoire appartient aussi au Bild. Quant à l'image de l'expression WeltBild, est-ce seulement un tableau ? La tournure allemande exprime mieux le sens qu'a voulu lui donner Heidegger, Wir sind über erwas im Bilde nous sommes quelque chose dans l'image, nous savons de quoi il retourne. L'attitude consiste à placer l'étant devant soi et à le maintenir dans un sens décisif en une « représentation ». La totalité de l'étant, ainsi fixée, l'homme peut s'orienter, le WeltBild n'est plus une image mais le monde lui-même saisi comme ce dont on peut avoir-idée relève Guillaume Faniez. « L'étant dans sa totalité est donc pris maintenant de telle manière qu'il n'est vraiment et seulement étant que dans la mesure où il est arrêté et fixé par l'homme  dans la représentation et la production. » Heidegger écrit « Le processus fondamental des Temps Modernes, c'est la conquête du monde en tant qu'image conçue. Le mot image signifie maintenant la configuration […]. En celle-ci l'homme lutte pour la situation lui permettant d'être l'étant qui donne la mesure à tout étant et arrête toutes les normes,. »
À l'inverse pour les Grecs, affirme Heidegger, c'est à l'Être qu'appartient l'entente de l'étant en tant qu'il s'ouvre et se rassemble,.

## Critiques
D'un point de vue général, remarque Jean-Paul Leroux souscrire à la vision d'Heidegger qui consiste unifier l’ensemble des caractéristiques d’une époque comme réalisation d’une manifestation de l’Être aboutirait à aligner la science sur la poésie et par là à nier la notion de progrès.

### Du point de vue de la science
Les critiques adressées à ce texte, s'attachent (le plus souvent) à montrer qu'il n'y a pas de différence de nature entre la science moderne et les sciences médiévales ou antiques. Jean-Paul Leroux critique la position affirmant qu'il y aurait une différence d’essence entre la science des Temps Modernes et celles du Moyen Âge et de la Grèce. Il rejette l'opinion d'Heidegger comme quoi « la science grecque n’a jamais été une science exacte », et s'attache à démontrer que le science moderne réalise, en fait, l’idéal de la science grecque.
« La science grecque a créé un univers d’êtres nouveaux, celui des êtres mathématiques. La définition d’un cercle est sans variation, il en va ainsi de tous les êtres mathématiques car la langue mathématique est construite pour éviter toutes les ambiguïtés secondaires dont parle Aristote. Les êtres sont exacts, les opérateurs sont exacts, les règles de raisonnement sont exactes, les mathématiques sont exactes qu’elles soient grecques ou modernes. » La nature de ces êtres a été l’objet de débats intenses en Grèce et ce débat est loin d’être clos, mais ce n’est pas là l’essentiel. L’essentiel serait que les Grecs ont créé le champ du démonstratif et que nous vivons désormais dans un monde qui est la conséquence de l’existence de ce champ.

### Du point de vue de l'ontologie
Les époques antérieures n’auraient aucune conception du monde parce qu’elles ne réduisent pas, contrairement aux Temps modernes, le monde à une image conçue. Selon Heidegger, dans l'esprit des Grecs c'est à l'Être qu'appartient l'entente de l'étant en tant qu'il s'ouvre et s'épanouit. L'homme est compris, contenu et ainsi porté par l'ouvert de l'étant. C'est lui qui rassemble ce qui s'ouvre, sauve et maintient, voilà pourquoi le monde ne saurait se présenter comme une « image conçue » mais comme une « image reçue ». Or il faut se souvenir « que la catégorie fondamentale de la représentation scientifique à l’œuvre chez Descartes et chez tous les Modernes celle de la « déterminité », est présente de façon massive dans la pensée grecque, (par exemple) l’idée de la transformation des éléments les uns dans les autres est présente en Grèce au moins depuis Thalès ». Heidegger passerait donc arbitrairement, pour en faire une coupure ontologique, de l'idée d'une simple image du monde présente dans l'antiquité à l'image conçue des temps Modernes.
« On ne peut pas passer directement de l’essence de la pensée antique à celle de la pensée moderne, sans passer par la pensée médiévale, où la découverte du présent laisse place à la révélation divine, où tous les êtres sont créés et ordonnés par un dieu « agissant en tant que cause suprême » écrit Jean-François Dion, dans son mémoire. S'agissant du Moyen Âge donc, « être un étant signifie : appartenir à un degré déterminé de l'ordre du créé et correspondre en tant que causé, à la cause créatrice ». Pour cette période la question qui se pose est moins le degré de scientificité que de savoir « pourquoi la science exacte et physico-mathématique des Grecs a été oubliée par les Européens pour réapparaître à partir du Moyen-Âge ? ».